# 維拉朱斯蒂停戰協定

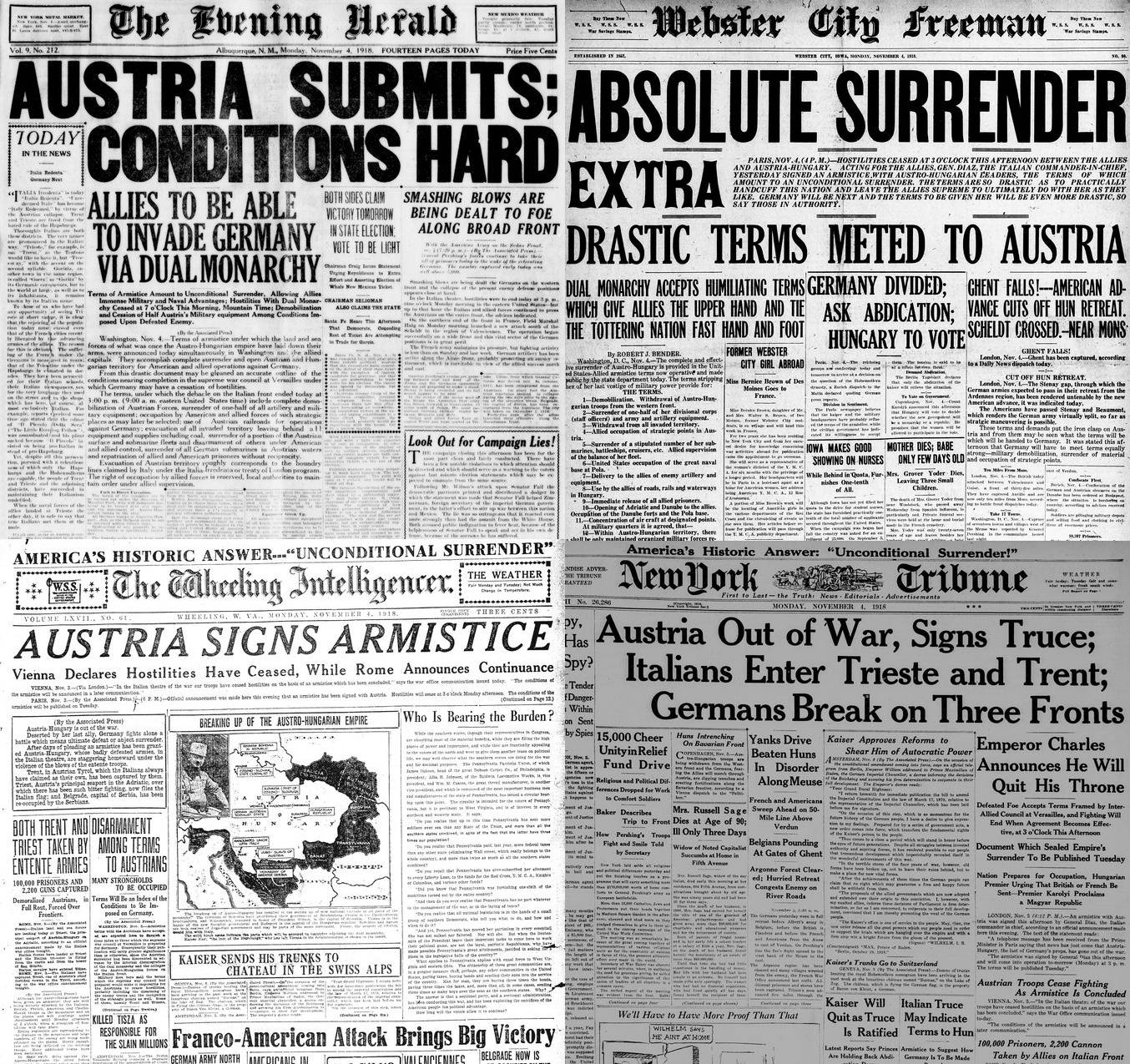
1918年11月4日關於維拉朱斯蒂停戰協定的報導

維拉朱斯蒂停戰協定（德語：Waffenstillstand von Villa Giusti）也稱帕多瓦停戰協定，是第一次世界大戰期間意大利王國與奧匈帝國簽訂的義大利戰線的終戰協定。停戰協定於1918年11月3日在意大利北部威尼托大區帕多瓦郊外的朱斯蒂別墅（Villa即別墅之意）簽署，並於24小時內生效。

## 內容
- 停火於11月4日15:00開始，但奧匈帝國高級司令部須單方面命令使其部隊於11月3日停止戰鬥。

- 停戰協定要求奧匈帝國的軍隊不僅撤離自1914年8月以來佔領的所有領土，而且撤離南蒂羅爾、塔爾維西奧、伊松佐河谷、戈里齊亞、的里雅斯特、伊斯特拉、西卡爾尼奧拉和達爾馬提亞。所有德軍將在15天內被驅逐出奧匈帝國或被拘留，協約國將可以自由使用奧匈帝國的內部通訊。奧匈帝國也將允許協約國軍隊從南方過境進攻德國[2]。1918年11月，意大利軍隊派遣20,000至22,000名士兵，開始佔領因斯布魯克和整個北蒂羅爾。

- 戰後，根據秘密的倫敦條約，意大利吞併了南蒂羅爾（現特倫蒂諾-上阿迪傑/南蒂羅爾）以及的里雅斯特和奧地利濱海地區[3]。

## 來源
- Antonello Biagini, Giovanna Motta, The First World War: Analysis and Interpretation, Volume 1, Volume 1 （页面存档备份，存于）, P 100
- John Gooch, The Italian Army and the First World War （页面存档备份，存于）, P 299
- Bullitt Lowry, Armistice 1918 （页面存档备份，存于）, P 112
- Manfried Rauchensteiner, The First World War and the End of the Habsburg Monarchy, 1914-1918 （页面存档备份，存于）, P 1005